# Удачное (Крым)
Уда́чное (до 1948 года Ишу́нь, ранее Эсе́н-Бак-Ишу́нь; укр. Удачне, крымскотат. İşün, Ишюн) — село в Красногвардейском районе Республики Крым, входит в состав Янтарненского сельского поселения (согласно административно-территориальному делению Украины — Янтарненского сельского совета Автономной Республики Крым).

## Население
| 2001 | 2014 |
| ---- | ---- |
| 1110 | ↘896 |

Всеукраинская перепись 2001 года показала следующее распределение по носителям языка
| Язык             | Процент |
| ---------------- | ------- |
| русский          | 81.26   |
| украинский       | 9.91    |
| крымскотатарский | 7.75    |

### Динамика численности
| - 1805 год — 125 чел. - 1864 год — 15 чел. - 1889 год — 107 чел. - 1892 год — 86 чел. - 1900 год — 189 чел. - 1915 год — —/210 чел. - 1926 год — 273 чел. | - 1931 год — 310 чел. - 1936 год — 309 чел. - 1939 год — 991 чел. - 1989 год — 1084 чел. - 2001 год — 1110 чел. - 2014 год — 896 чел. |

## Современное состояние
На 2017 год в Удачном числится 7 улиц; на 2009 год, по данным сельсовета, село занимало площадь 181,5 гектара на которой, в 364 дворах, проживало более 1 тысячи человек. В селе действуют средняя общеобразовательная школа, дом культуры, библиотека, фельдшерско-акушерский пункт, отделение Почты Крыма. Село связано автобусным сообщением с райцентром и соседними населёнными пунктами.

## География
Удачное — село в степном Крыму в центре района, высота центра села над уровнем моря — 56 м. Соседние сёла: Пятихатка в 5 км на юг, Молочное в 5 км на юго-восток, Красный Партизан в 5,5 км на запад и Некрасово в 2,5 км на север. Расстояние до райцентра — около 16 километров (по шоссе) на север, ближайшая железнодорожная станция — Краснопартизанская — примерно в 10 километрах.

## История
Первое документальное упоминание села встречается в Камеральном Описании Крыма… 1784 года, судя по которому, в последний период Крымского ханства Эссенбай Уйшун входил в Даирский кадылык Акмечетского каймаканства. После присоединения Крыма к России (8) 19 апреля 1783 года, (8) 19 февраля 1784 года, именным указом Екатерины II сенату, на территории бывшего Крымского Ханства была образована Таврическая область и деревня была приписана к Перекопскому уезду. После Павловских реформ, с 1796 по 1802 год, входила в Акмечетский уезд Новороссийской губернии. По новому административному делению, после создания 8 (20) октября 1802 года Таврической губернии, Ишунь была включена в состав Кокчора-Киятской волости Перекопского уезда.
По Ведомости о всех селениях в Перекопском уезде состоящих с показанием в которой волости сколько числом дворов и душ… от 21 октября 1805 года, в деревне Ишунь числилось 18 дворов и 125 жителей крымских татар. На военно-топографической карте генерал-майора Мухина 1817 года деревня Ушунь обозначена с 25 дворами. После реформы волостного деления 1829 года Осенбак Ишунь, согласно «Ведомости о казённых волостях Таврической губернии 1829 года», остался в составе Кокчоракиятской волости. На карте 1836 года в деревне 18 дворов. Затем, видимо, в результате эмиграции крымских татар, деревня заметно опустела и на карте 1842 года деревня Эсен-Бак-Уйшунь обозначена условным знаком «малая деревня», то есть, менее 5 дворов.
В 1860-х годах, после земской реформы Александра II, деревню включили в состав Айбарской волости. В «Списке населённых мест Таврической губернии по сведениям 1864 года», составленном по результатам VIII ревизии 1864 года, Эсен-Бак-Ишунь — владельческая деревня с 2 дворами и 15 жителями при колодцах. По обследованиям профессора А. Н. Козловского начала 1860-х годов, колодцы деревни, глубиной 20—22 сажени (42—45 м) вырублены в камне, вода в них пресная. Согласно «Памятной книжке Таврической губернии за 1867 год», деревня Эсен-Бак-Ишунь была покинута жителями в 1860—1864 годах, в результате эмиграции крымских татар, особенно массовой после Крымской войны 1853—1856 годов, в Турцию и оставалась в развалинах. Если на трёхверстовой карте Шуберта 1865 года Эсен-Бак-Уйшунь ещё обозначен, то на карте, с корректурой 1876 года, её уже нет. Видимо, позже земля была арендована немцами меннонитами, называвшими поселение Люстихсталь, по фамилии владельца А. Люстиха. В «Памятной книге Таврической губернии 1889 года», по результатам Х ревизии 1887 года, записан Эсенбах-Ишунь уже Григорьевской волости, с 17 дворами и 107 жителями.
После земской реформы 1890 года Эсенбах-Ишунь отнесли к Бютеньской волости. Согласно «…Памятной книжке Таврической губернии на 1892 год», в деревне Эсен-Бак-Ишунь, находившейся в частном владении, было 86 жителей в 12 домохозяйствах По «…Памятной книжке Таврической губернии на 1900 год» в деревне числилось 189 жителей в 17 дворах на 100 десятинах частной земли, а на 1902 год, по "…Памятной книжке… 1902 года — 190 жителей. По Статистическому справочнику Таврической губернии. Ч.II-я. Статистический очерк, выпуск пятый Перекопский уезд, 1915 год, в деревне Эсен-Бак-Ишунь (она же Люстихсталь) Бютеньской волости Перекопского уезда числилось 24 двора (все дворы с землёй) с немецким населением в количестве 210 человек «посторонних» жителей, из которых 122 мужчины и 88 женщин. Жители владели 250 десятинами земли. В хозяйствах имелось 236 лошадей, 108 коров и 90 голов мелкого скота.
После установления в Крыму Советской власти и учреждения 18 октября 1921 года Крымской АССР, в составе Симферопольского уезда был образован Биюк-Онларский район, в состав которого включили село. В 1922 году уезды получили название округов. 11 октября 1923 года, согласно постановлению ВЦИК, в административное деление Крымской АССР были внесены изменения, в результате которых был ликвидирован Биюк-Онларский район и село включили в состав Симферопольского. Согласно Списку населённых пунктов Крымской АССР по Всесоюзной переписи 17 декабря 1926 года, в селе Ишунь-Эсенбак, Борангарского сельсовета Симферопольского района, числилось 50 дворов, из них 49 крестьянских, население составляло 273 человека, из них 262 немца, 5 русских, 2 латыша, 1 еврей, 1 украинец, 2 записаны в графе «прочие», действовала немецкая школа. Постановлением КрымЦИКа от 15 сентября 1930 года был вновь создан Биюк-Онларский район (указом Президиума Верховного Совета РСФСР № 621/6 от 14 декабря 1944 года переименованный в Октябрьский), теперь как немецкий национальный, в который включили село. Постановлением Президиума КрымЦИКа «Об образовании новой административной территориальной сети Крымской АССР» от 26 января 1935 года был создан немецкий национальный (лишённый статуса национального постановлением Оргбюро ЦК КПСС от 20 февраля 1939 года) Тельманский район (с 14 декабря 1944 года — Красногвардейский) и Эссенбак-Ишунь, с населением 309 человек, включили в его состав. По данным всесоюзной переписи населения 1939 года в селе проживал 991 человек. Вскоре после начала Великой Отечественной войны, 18 августа 1941 года крымские немцы были выселены, сначала в Ставропольский край, а затем в Сибирь и северный Казахстан.
После освобождения Крыма от фашистов, 12 августа 1944 года было принято постановление № ГОКО-6372с «О переселении колхозников в районы Крыма» по которому в район из областей Украины и России переселялись семьи колхозников, а в начале 1950-х годов последовала вторая волна переселенцев из различных областей Украины. С 25 июня 1946 года Ишунь в составе Крымской области РСФСР. Указом Президиума Верховного Совета РСФСР от 18 мая 1948 года, Ишунь переименовали в Удачную. 26 апреля 1954 года Крымская область была передана из состава РСФСР в состав УССР. Время создания Удачненского сельсовета пока не установлено: на 15 июня 1960 года он уже существовал. К 1968 году был образован Янтарненский сельсовет, в который вошло село, тогда же к селу присоединили Тихомировку (согласно справочнику «Крымская область. Административно-территориальное деление на 1 января 1968 года» — в период с 1954 по 1968 годы). По данным переписи 1989 года в селе проживало 1084 человека. С 12 февраля 1991 года село в восстановленной Крымской АССР, 26 февраля 1992 года переименованной в Автономную Республику Крым. С 18 марта 2014 года — де-факто в составе Республики Крым России.